# پرواز تی‌دبلیوای ۸۰۰
پرواز تی‌دبلیوای ۸۰۰  (به انگلیسی: TWA Flight 800) شرکت هواپیمایی ترنس ورلد ایرلاینز (به انگلیسی: Trans World Airlines یا TWA) در ۱۷ ژوئیه ۱۹۹۶ تنها ۱۲ دقیقه بعد از برخاستن از باند فرودگاه جان اف کندی به ناگاه در ساعت ۲۰:۳۱ (بر اساس ناحیه زمانی استاندارد شرقی) منفجر گردید و لاشهٔ آن که به چند تن قطعهٔ فلزی تبدیل گشته بود در جنوب لانگ آیلند به درون اقیانوس اطلس سقوط کرد. تمامی ۲۳۰ سرنشین (۲۱۲ مسافر و ۱۸ خدمه) این بوئینگ ۷۴۷ که از نیویورک به مقصد پاریس در پرواز بود کشته شدند و این واقعه، عنوان سومین سانحه هوایی مرگبار ایالات متحده آمریکا را به دست آورد.

در صبح روز بعد از حادثه، کارشناسان ستاد ملی ایمنی حمل و نقل ایالات متحده آمریکا (به انگلیسی: National Transportation Safety Board) به محل حادثه رفتند تا بتوانند از نزدیک شواهد موجود را بررسی نمایند. آن‌ها هم‌چنین قطعات و لاشهٔ هواپیما را از درون اقیانوس جمع‌آوری کرده و آن‌ها را به منظور مونتاژ، بازسازی و برررسی تمامی احتمالات به آشیانه منتقل کردند. مقامات سازمان امنیت حمل و نقل ملی به بررسی علل فنی این سانحه پرداختند و هم‌زمان، مسئولان اف‌بی‌آی رسیدگی به تحقیقات و جوانب کیفری پرواز شمارهٔ تی‌دبلیوای ۸۰۰ را آغاز کردند.
انفجار ناگهانی این هواپیمای مسافربری بدون هیچ اخطار قبلی، فرضیه‌های اولیهٔ متعددی چون وجود یک حملهٔ تروریستی، ورود یک بمب به صورت قاچاقی به درون هواپیما، اصابت احتمالی یک شهاب‌سنگ، هدف گرفتن اشتباهی این هواپیما توسط رزم‌ناوهای نیروی دریایی ایالات متحده آمریکا در حین مانور و تمرینات نظامی و حتی مداخلهٔ امواج الکترومغناطیسی را مطرح ساخت.

۱۶ ماه پس از شروع تحقیقات اف‌بی‌آی اعلام کرد که هیچ مدرکی دال بر وقوع حمله تروریستی پیدا نکرده‌است و به تحقیقات خود در این خصوص خاتمه داد. ستاد ملی ایمنی حمل و نقل ایالات متحده آمریکا سرانجام نتایج تحقیقات ۴ سالهٔ خود را (یکی از پیچیده‌ترین و پرهزینه‌ترین تحقیقات سوانح هوایی تاریخ ایالات متحده آمریکا) در ۲۳ اوت ۲۰۰۰ منتشر کرد. ستاد ملی ایمنی حمل و نقل ایالات متحده آمریکا در گزارش خود علت انفجار این هواپیما را چنین اعلام کرد که: 
 جرقه در مدار اتصال کوتاه الکتریکی (مدار سیم‌کشی هواپیما) سبب مشتعل شدن بخارهای مجاور مخزن سوخت که در بال میانی هواپیما قرار دارد شده‌است و در نهایت مخزن خالی سوخت هواپیما به حدی داغ گردیده که به یک‌باره منفجر شده‌است.
دکتر Charles Wetli با آزمایش DNA  و سایر روشها همه قربانیان را شناسایی کرد.

## شاهدان عینی
تمامی شاهدان عینی این سانحه اذعان داشتند که لحظاتی قبل از انفجار هواپیما یک شئ نورانی عجیب (مانند یک گلولهٔ آتشین یا چیزی شبیه به موشک) به صورت زاویه‌دار از سمت دریا به بالا حرکت کرده و درست بلافاصله بعد از آن، هواپیما منفجر شده‌است
. دایت برولی خلبان دیگری (خطوط هوایی ایر فرانس) که هم‌زمان با این هواپیما در آن منطقه در حال پرواز بود و لحظاتی قبل از انفجار دقیقاً بر بالای هواپیمای بوئینگ ۷۴۷ [در بهترین زاویه] قرار داشت، بیان کرد: «نور روشنی همراه با یک رد آتشین، نزدیک هواپیما، درست پیش از منفجر شدنش مشاهده کردم.» بسیاری از شاهدان عینی از این فرضیه که رزم‌ناوهای نیروی دریای آمریکا در حین مانور نظامی در محاسبات خود خطا کرده‌اند و این هواپیمای مسافربری را به اشتباه مورد هدف قرار داده‌اند، حمایت کردند. هر چند این فرضیه، تاکنون اثبات نشده‌است و هنوز هم پس از گذشت سالیان طولانی علت قطعی این سانحهٔ مرگبار در هاله‌ای از ابهام باقی مانده‌است اما این فرضیه به این علت از سایر فروض قوی‌تر است که نیروی دریایی آمریکا در همان روز (۱۷ ژوئیه ۱۹۹۶) در سواحل جنوبی  لانگ‌آیلند، نیویورک، مشغول برگزاری و انجام مانورهای سری و نظامی بوده‌است.

## دلیل سقوط
ستاد ملی ایمنی حمل و نقل ایالات متحده آمریکا (NTSB) دلیل سقوط این هواپیما را اینطور شرح می‌دهد:
«مخزن مرکزی در زیر بال ها(CWT Center Wing Tank) به دلیل داغ شدن سیستم‌های تهویه مطبوع (موسوم به Packs) زیر مخزن منفجر گردیده‌است.»
NTSB بعد از این سقوط برای همه سیستم‌های تهویه مطبوع زیر مخزن سوخت میانی (CWT) در تمامی هواپیماها خنک‌کنندهٔ نیتروژن کار گذاشته شده‌است. عامل ایجاد جرقه، احتمالاً اتصال سیمی با ولتاژ بالا به سیمهای ولتاژ پایین و جریان پایین مدار اندازه‌گیر سوخت داخل مخزن سوخت بوده‌است.
در مستندی که ۱۷ سال پس از این واقعه ساخته شد ۶ نفر از بازرسان گفتند که ادعای سقوط هواپیما بر اساس نقص فنی ساختگی بوده‌است و آنها معتقدند که حادثه ای خارچ از هواپیما سبب سقوط آن شده‌است. این افراد گفته‌اند که در طی این مدت امکان صحبت در این باره را نداشته‌اند و پس از بازنشستگی امکان ابراز دیدگاه خود را یافته‌اند.